# MIKTA
MIKTA é uma coalizão internacional composta por cinco países: México, Indonésia, Coreia do Sul, Turquia e Austrália. A coalizão foi criada em 2013 à margem da Assembleia Geral das Nações Unidas na cidade de Nova Iorque, como resultado de uma iniciativa do então Ministro das Relações Exteriores da Coreia do Sul, Yun Byung-se. Os países do MIKTA compartilham características comuns, como serem economias emergentes, terem uma posição geográfica estratégica e desempenharem papéis importantes em suas respectivas regiões. A criação da coalizão teve como objetivo aumentar a influência desses países no cenário internacional e promover uma maior cooperação entre eles. Os ministros das relações exteriores da MIKTA se reúnem anualmente, numa reunião em estilo de retiro, realizada no país que preside a cadeira.

## Atividades
Desde a sua criação, o MIKTA tem realizado diversas atividades e iniciativas conjuntas. Os países membros realizam reuniões de alto nível anuais, conhecidas como "Encontros MIKTA Ministerial". Nessas reuniões, ministros das Relações Exteriores dos países discutem questões de interesse mútuo e buscam promover a cooperação em diversas áreas. Além disso, o MIKTA emite declarações conjuntas sobre temas relevantes, como segurança, comércio, meio ambiente, cultura e educação. A coalizão também desenvolve projetos e programas conjuntos em áreas como desenvolvimento sustentável, inovação tecnológica, diplomacia cultural e educação.